# Гудман, Кэролин
Кэролин Гудман (англ. Carolyn Goodman; род. 25 марта 1938, Филадельфия, Пенсильвания) — американский государственный и политический деятель. С 2011 года является мэром Лас-Вегаса в штате Невада. Вторая женщина на должности мэра Лас-Вегаса, замужем за бывшим мэром Оскаром Гудманом.

## Биография
Родилась в Нью-Йорке в 1939 году в еврейской семье. Училась в школе «Брирли», а в 1961 году получил степень бакалавра антропологии в колледже Брин-Мор. Вместе с Оскаром Гудманом переехала в Лас-Вегас из Филадельфии в 1964 году. В 1973 году окончила Невадский университет в Лас-Вегасе со степенью магистра консультирования.
Является основателем, председателем и попечителем The Meadows School. В 1964 году переехала в Лас-Вегас, где стала активным членом местной еврейской федерации. Затем стала лидером женского отделения местной еврейской федерации и занимала эту должность несколько лет. В 2009 году получила награду от United Way of Southern Nevada.
7 июня 2011 года была избрана мэром Лас-Вегаса с 60 % голосов во втором туре выборов против Криса Джунчильяни и вступила в должность 6 июля 2011 года. В 2015 году была переизбрана против Ставроса Энтони и нескольких второстепенных оппонентов, а в апреле 2019 года была переизбрана на третий (и, из-за ограничений по срокам, последний) срок с 83,5 % голосов против нескольких оппонентов, включая местного политика Фила Коллинза.
24 октября 2011 года встретила президента Барака Обаму в международном аэропорту имени Гарри Рида. Что касается негативных замечаний президента о Лас-Вегасе двумя годами ранее, которые разозлили её мужа, предыдущего мэра, то она сказала Бараку Обаме, что «готова начать с чистого листа», и подарила ему одну из своих счастливых фишек мэра.
15 июля 2015 года поддержала кандидатуру Рубена Кихуена в Палату представителей США. В 2016 году Рубен Кихуес одержал победу на выборах над Кресентом Харди. В 2016 году несколько дней спустя поддержала кандидатуру Джо Хека в Сенате США. 3 августа 2016 года отказалась поддержать кандидатуры Хиллари Клинтон или Дональда Трампа на президентских выборах. Идентифицирует себя как независимый кандидат.
Во время своего пребывания на должности мэра продвигала Лас-Вегас как место для базирования профессиональных спортивных команд. «Вегас Голден Найтс» из «Национальной хоккейной лиги» (НХЛ) стал играть в хоккей в сезоне 2017—2018 на «Ти-Мобайл Арена», а «Лас-Вегас Рэйдерс» из «Национальной футбольной лиги» (НФЛ) перебазировались в Лас-Вегас в 2020 году, чтобы играть на стадионе «Элледжиант». Ни одна из этих команд не базируется в черте города Лас-Вегаса: обе находятся в Парадайсе, штат Невада, за пределами юрисдикции мэра. Несколько раз пыталась пригласить футбольную команду в Лас-Вегас, включая заявки в MLS, и в конечном итоге получила команду второго дивизиона, «Лас-Вегас Лайтс» «Объединённой футбольной лиги» (USL). Также продемонстрировала поддержку «Окленд Атлетикс» в переезде в город, который, как ожидается, произойдет после 2024 года.
Кэролин Гудман больше не имеет права баллотироваться на переизбрание мэра Лас-Вегаса из-за ограничений по срокам. В 2019 году её последний срок был продлен на год из-за закона штата, который перенес все муниципальные выборы на четные годы, а это означает, что её срок истекает в 2024 году.
22 и 23 апреля 2020 года в интервью Кэти Тур из MSNBC и Андерсону Куперу из CNN во время пандемии COVID-19 заявила, что хочет вновь открыть казино и отели Лас-Вегаса. Когда они спросили о процедурах, необходимых для обеспечения безопасности посетителей, она ответила, что это не входит в её обязанности и зависит от бизнеса. Во время интервью поставила под сомнение влияние социального дистанцирования, заявив, что Лас-Вегас может стать контрольной группой, чтобы проверить, что произойдет, если казино снова откроются, но ей посоветовали не делать этого, потому что люди со всех концов южной Невады приезжают, чтобы работать в городе. Также предложила подвергнуть социальное дистанцирование тесту на плацебо, добавив: «мы хотели бы быть этим плацебо». Когда Андерсон Купер спросил, согласится ли она пойти в одно из казино, если они вскоре вновь откроются, то ответила: «Прежде всего, у меня есть семья. Я не играю в азартные игры». Комментарии Кэролин Гудман подверглись широкой критике и столкнулся с негативной реакцией со стороны других выборных должностных лиц. Член Палаты представителей США Дина Тайтус от 1-го избирательного округа Невады, в который входит Лас-Вегас-Стрип, не согласилась с ней, заявив, что необходимо прислушаться к совету учёных по возможности находиться дома, чтобы обеспечить успешное восстановление бизнеса Лас-Вегаса. Дина Тайтус добавила: «Мэр не может использовать Лас-Вегас-Стрип ни в прямом, ни в переносном смысле». Губернатор Невады Стив Сайсолак заявил, что «она не сможет использовать жителей Невады как контрольную группу, как плацебо, как бы она это ни называла», и что он «не позволит нашим работникам оказаться в положении, когда им придётся выбирать между своей работой, зарплатой и своей жизнью».

## Личная жизнь
Замужем за Оскаром Гудманом. У пары четверо детей и шестеро внуков. Оскар-младший — врач Комплексного онкологического центра Невады, Росс — адвокат по уголовным делам, Эрик — мировой судья в Лас-Вегасе, а Кара — психотерапевт по вопросам брака и семьи, которая также работает с пострадавшими от ожогов в Университетском медицинском центре. Кара была одной из трех учениц первого выпускного класса The Meadows School в 1991 году.